# 黄田街道
黄田街道是中华人民共和国浙江省温州市永嘉县下辖的一个街道办事处。

## 行政区划
黄田街道下辖以下村级行政区划单位：
池头村、埭下村、黄浦村、江边村、珠江村、凤屿村、浦边村、江北岭村、上白岩村、下白岩村、岭下村、外窑村、黄田岙村、新寿湾村、夹里村、雅村、东联村、千石村和雅林村。